# Jorge Nuré
Jorge Nuré (24 settembre 1926 – 31 agosto 2011) è stato un cestista argentino.

## Carriera
Con l'Argentina ha disputato le Olimpiadi del 1948, i Campionati sudamericani del 1949 e i Giochi panamericani del 1951.